# Ludwigslust, Eiskeller
Ludwigslust, Eiskeller este o arie protejată (arie specială de conservare — SAC, sit de importanță comunitară — SCI) din Germania întinsă pe o suprafață de 0,05 ha, integral pe uscat.

## Localizare
Centrul sitului Ludwigslust, Eiskeller este situat la coordonatele 53°19′34″N 11°30′12″E / 53.3261°N 11.5033°E.

## Înființare
Situl Ludwigslust, Eiskeller a fost declarat sit de importanță comunitară în aprilie 2004 pentru a proteja 1 specie de animale. Situl a fost protejat și ca arie specială de conservare în august 2016.

## Biodiversitate
Situată în ecoregiunea continentală, aria protejată nu include niciun habitat protejat.
La baza desemnării sitului se află o specie protejată de  mamifere: liliac comun (Myotis myotis)